# Alberto Bressan
Pour les articles homonymes, voir Bressan (homonymie).
 (mai 2023).
Si vous disposez d'ouvrages ou d'articles de référence ou si vous connaissez des sites web de qualité traitant du thème abordé ici, merci de compléter l'article en donnant les références utiles à sa vérifiabilité et en les liant à la section « Notes et références ».
Alberto Bressan, né le 15 juin 1956, est un mathématicien italien travaillant à l'Université d'État de Pennsylvanie. Son principal domaine de recherche est l'analyse mathématique y compris les systèmes hyperboliques de lois de conservation, le contrôle impulsif de  systèmes de Lagrange (en), et les  jeux différentiels non coopératifs.

## Formation et carrière
Bressan étudie à l'Université de Padoue, d'où il est diplômé en 1978 puis en 1979-1980 il bénéficie d'une bourse de recherche à l'Université de Florence.
Il a obtenu son doctorat en mathématiques à l'Université du Colorado à Boulder, sous la direction de Jerrold Bebernes en 1982, avec une thèse intitulée « Two mathematical problems relating to the theory of combustion ». Bressan a obtenu une chaire de professeur à l'École internationale supérieure d'études avancées (SISSA) à Trieste, en Italie, en 1991. En 2003, il part pour l'Université d'État de Pennsylvanie où il occupe une chaire de professeur, un poste qu'il occupe toujours. Il a été nommé à la Chaire Eberly de mathématiques à l'Université d'État de Pennsylvanie en août 2008.

## Travaux
Bressan a contribué à plusieurs résultats importants dans la théorie de lois de conservation hyperbolique
Ses premiers travaux portent sur certains problèmes mathématiques de la théorie de la combustion. Ses travaux de recherche à ce jour comprennent un certain nombre de résultats dans des domaines aussi divers que : les équations d'onde non linéaires, le contrôle impulsif du système de Lagrange, les systèmes d'équations de Hamilton-Jacobi (liées aux jeux différentiels non-coopératifs), les solutions d'équilibres de Nash, des jeux différentiels, des problèmes de blocage dynamiques (modèles mathématiques de confinement d'incendies), et des problèmes d'optimisation pour les équations aux dérivées partielles elliptiques.[réf. nécessaire]

## Prix et distinctions
Il est lauréat du Prix Antonio-Feltrinelli pour les mathématiques, la mécanique et leurs applications décerné par l'Académie des Lyncéens à Rome. Il a remporté le Prix Bôcher en 2008 et le prix d'analyse des équations aux dérivées partielles de la Society for Industrial and Applied Mathematics (SIAM) en 2007 pour son travail sur les équations aux dérivées partielles. En 2010 il est lauréat du prix Fichera de l'Union mathématique italienne.
En 2012, il est devenu un fellow de l'American Mathematical Society.
Il a été invité à donner une conférence plénière intitulée « Hyperbolic systems of conservation laws in one space dimension » au congrès international des mathématiciens à Pékin en août 2002.

## Sélection de publications
- avec Piccoli, Graziano Crasta: Well-posedness of the Cauchy problem for n x n systems of conservation laws, American Mathematical Society 2000
- Hyperbolic systems of conservation laws – the one dimensional Cauchy problem, Oxford University Press 2000
- avec Benedetto Piccoli: Introduction to the mathematical theory of control, American Institute of Mathematics 2007
- Nonlinear conservation laws and applications, New York : Springer, 2011